# Balantiopsis purpurata
Balantiopsis purpurata là một loài rêu trong họ Balantiopsaceae. Loài này được Mitt. mô tả khoa học đầu tiên năm 1884.